# Heinz Kitz
Heinz Kitz (* 18. Juli 1907 in Reichelsheim; † 14. Oktober 1971) war ein hessischer Politiker (CDU) und ehemaliger Abgeordneter des Hessischen Landtags.
Heinz Kitz war Amtsrichter in Erbach (Odenwald). Am 1. August 1937 beantragte er die Aufnahme in die NSDAP und wurde rückwirkend zum 1. Mai desselben Jahres aufgenommen (Mitgliedsnummer 4.898.123), allerdings 1939 wieder ausgeschlossen. Vom 17. November 1949 als Nachrücker für Hans Steinmetz bis zum 30. November 1950 war er Mitglied des Hessischen Landtags.